# Efecto termoeléctrico
El efecto termoeléctrico es la conversión de la diferencia de temperatura a voltaje eléctrico y viceversa. Un dispositivo termoeléctrico crea un voltaje cuando hay una diferencia de temperatura a cada lado. Por el contrario cuando se le aplica un voltaje, crea una diferencia de temperatura (conocido como efecto Peltier). A nivel atómico, cuando se aplica una diferencia de temperatura en un material, los portadores de carga (electrones o huecos) tienden a moverse desde la zona más caliente hacia la más fría. Esto ocurre de manera similar a como un gas se expande cuando se calienta. Como resultado, se genera una corriente eléctrica debido a este movimiento inducido por la temperatura.
Este efecto se puede usar para generar electricidad, medir temperatura, enfriar objetos, o calentarlos o cocinarlos. Dado que la dirección de calentamiento o enfriamiento es determinada por el signo del voltaje aplicado, los dispositivos termoeléctricos pueden ser controladores de temperatura muy convenientes.

## Tipos de efectos termoeléctricos
Tradicionalmente, el término efecto termoeléctrico o termoelectricidad abarca tres efectos identificados separadamente: el efecto Seebeck, el efecto Peltier, y el efecto Thomson. En muchos libros de texto, el efecto termoeléctrico puede llamarse efecto Peltier-Seebeck. Esta separación proviene de descubrimientos independientes del físico francés Jean Peltier y del físico estonio-alemán Thomas Johann Seebeck. El efecto Joule, el calor generado cuando se aplica un voltaje a través de un material resistivo, es fenómeno relacionado, aunque no se denomine generalmente un efecto termoeléctrico (y se considera usualmente como un mecanismo de pérdida debido a la no idealidad de los dispositivos termoeléctricos). Los efectos Peltier-Seebeck y Thomson pueden, en principio, ser termodinámicamente reversibles, mientras que el calentamiento Joule no lo es.
Fenómeno termoeléctrico: el efecto de una transformación directa del voltaje eléctrico que ocurre entre dos puntos del sistema corporal en la diferencia de temperatura entre estos puntos, o viceversa: la diferencia de temperatura en voltaje eléctrico. Este fenómeno se utiliza para
- calefacción,
- enfriamiento,
- medición de temperatura.

Dado que el voltaje eléctrico es fácil de controlar y se puede registrar con precisión, los dispositivos que utilizan el efecto termoeléctrico permiten un control de temperatura muy preciso y la automatización de los procesos de refrigeración y calefacción.
Dependiendo de la dirección de transformación, los fenómenos termoeléctricos se dividen en:
- Efecto Seebeck: la formación de una fuerza termoeléctrica en un circuito cerrado que consta de dos metales diferentes, siempre que los puntos de contacto de estos metales estén a diferentes temperaturas,
- Efecto Peltier: cuando la corriente eléctrica fluye a través de la unión de dos metales diferentes, la unión se calienta o se enfría, dependiendo de la dirección del flujo.
- Fenómeno de Thomson: calentamiento o enfriamiento debido al flujo de corriente que también ocurre en un conductor homogéneo, cuyos extremos están a diferentes temperaturas.

## Efecto Seebeck

Circuito que muestra el efecto Seebeck

El efecto Seebeck es la conversión de diferencias de temperatura directamente a electricidad.
Seebeck descubrió que la aguja de una brújula se desviaba cuando se formaba un circuito cerrado de dos metales unidos en dos lugares con una diferencia de temperatura entre las uniones. Esto se debe a que los electrones se ven excitados a niveles energéticos de manera diferente dependiendo del material, provocando una diferencia de potencial en la unión de estos y, consecuentemente, creando una corriente de circuito, que produce un campo magnético. Seebeck, aun así, en ese momento no reconoció allí una corriente eléctrica implicada, así que llamó al fenómeno el efecto termomagnético, pensando que los dos metales quedaban magnéticamente polarizados por el gradiente de temperatura. El físico Danés Hans Christian Ørsted jugó un papel vital en la explicación y concepción del término “termoelectricidad”.
El efecto es que un voltaje, la FEM termoeléctrica, se crea en presencia de una diferencia de temperatura entre dos metales o semiconductores diferentes. Esto ocasiona una corriente continua en los conductores si ellos forman un circuito completo. El voltaje creado es del orden de varios microvoltios por kelvin de diferencia. Una de esas combinaciones, cobre-constantán, tiene un coeficiente Seebeck de 41 microvoltios por kelvin a temperatura ambiente.
En el circuito: 

(que puede estar en varias configuraciones diferentes y regirse por la misma ecuación), el voltaje obtenido puede ser derivado de:
{\displaystyle V=\int _{T_{1}}^{T_{2}}\left(S_{\mathrm {B} }(T)-S_{\mathrm {A} }(T)\right)\,dT}
SA y SB son los coeficientes Seebeck de los metales A y B en función de la temperatura, y T1 y T2 son las temperaturas de las dos uniones. Los coeficientes Seebeck no son lineales en función de la temperatura, y dependen de la temperatura absoluta, material y estructura molecular de los conductores. Si los coeficientes Seebeck son efectivamente constantes para el rango de temperatura medido, la fórmula anterior puede aproximarse como: 
{\displaystyle V=(S_{\mathrm {B} }-S_{\mathrm {A} })\cdot (T_{2}-T_{1})}
El efecto Seebeck se usa comúnmente en dispositivos llamados termopar (porque está hecho de un acople o unión de materiales, generalmente metales) para medir una diferencia de temperatura directamente o para medir una temperatura absoluta colocando un extremo a una temperatura conocida. Una sonda metálica mantenida a una temperatura constante en contacto con un segundo metal de composición desconocida puede clasificarse por este efecto TE. Instrumentos de control de calidad industriales usan este efecto Seebeck para identificar aleaciones metálicas. Esto se conoce como clasificación Termoeléctrica de aleación.
Varios termopares cuando se conectan en serie son llamados termopila, la cual se construye a veces para aumentar el voltaje de salida ya que el voltaje inducido sobre cada acople es bajo.
Este es también el principio de trabajo detrás de los diodos térmicos y generadores termoeléctricos (tales como los generadores termoeléctricos de radioisótopos o GTR) los cuales se usan para crear potencia a partir de la diferencia de calor.
El efecto Seebeck se debe a dos efectos difusión de portador de carga y arrastre de fonones (descritos abajo). Si ambas conexiones se mantienen a la misma temperatura, pero una conexión se abre y cierra periódicamente, se mide un voltaje AC, el cual es también dependiente de la temperatura. Esta aplicación de la sonda Kelvin a veces se usa para demostrar que la física subyacente solo necesita una unión. Y este efecto se ve aún si los alambres solo se acercan, pero no se tocan, así no se necesita difusión.

### Coeficiente de Seebeck
El Coeficiente de Seebeck de un material mide la magnitud de un voltaje termoeléctrico inducido en respuesta a una diferencia de temperatura a través de ese material, el coeficiente de Seebeck tiene unidades de (V/K), aunque en la práctica es más común usar microvoltios por kelvin. Los valores en los cientos de {\displaystyle \mu }V/K, negativos o positivos, son típicos de buenos materiales termoeléctricos. El término termopotencia es un nombre errado ya que mide el voltaje o campo eléctrico inducido en respuesta a la diferencia de temperatura, no a la potencia eléctrica. Una diferencia de temperatura aplicada causa portadores cargados en el material, si hay electrones o huecos, para difundirse desde el lado caliente al lado frío, similar al gas clásico que se expande cuando se calienta. Portadores móviles cargados migran al lado frío dejando atrás su núcleo inmóvil opuestamente cargado al lado caliente dando origen así al voltaje termoeléctrico (termoeléctrico se refiere al hecho que el voltaje es creado por una diferencia de temperatura). Puesto que una separación de carga también crea un potencial eléctrico, la acumulación de portadores cargados en el lado frío finalmente cesa en algún valor máximo ya que existe una cantidad de portadores cargados derivados movidos al lado caliente como resultado del campo eléctrico en equilibrio. Solo un incremento en la diferencia de temperatura puede reanudar una acumulación de más portadores de carga en el lado frío y así conllevar a un incremento en el voltaje termoeléctrico. Casualmente el coeficiente de Seebeck también mide la entropía por portador de carga en el material. Para ser más específicos, la capacidad térmica electrónica molar parcial se dice que es igual a la potencia termoeléctrica absoluta multiplicada por el negativo de la constante de Faraday.
El coeficiente de Seebeck de un material representada por {\displaystyle S} (o a veces por {\displaystyle \alpha }), depende de la temperatura y estructura cristalina del material. Típicamente los metales tienen coeficientes de Seebeck bajos porque la mayoría tiene bandas medio llenas. Ambos electrones (cargas negativas) y huecos (cargas positivas) contribuyen al voltaje termoeléctrico inducido así se cancelan cada uno con la contribución al voltaje de otro y hacerlo pequeño. En cambio, los semiconductores pueden estar dopados con una cantidad en exceso de electrones o huecos y así se puede tener grandes valores positivos o negativos del coeficiente de Seebeck según la carga de los portadores en exceso. El signo del coeficiente de Seebeck puede definir que portadores cargados domina el transporte eléctrico en ambos metales y semiconductores.
Si la diferencia de temperatura {\displaystyle \Delta T} entre los dos extremos de un material es pequeña, entonces el coeficiente de Seebeck de un material se define (aproximadamente) como:
{\displaystyle S={\Delta V \over \Delta T}}
y un voltaje termoeléctrico {\displaystyle \Delta V} se ve en los terminales.
Así se puede escribir una relación del campo eléctrico {\displaystyle E} y el gradiente de temperatura {\displaystyle \nabla T}, por la aproximación de la ecuación:
{\displaystyle S={E \over \nabla T}}
En la práctica raramente se mide el coeficiente de Seebeck absoluto del material de interés. Debido a que los electrodos conectados al multímetro se pueden colocar en el material para de medir el voltaje termoeléctrico. El gradiente de temperatura también induce un voltaje termoeléctrico a través de una de las puntas de los electrodos. Por lo tanto el coeficiente de Seebeck medido incluye una contribución del coeficiente de Seebeck del material de interés y del material de los electrodos de medida.
El coeficiente de Seebeck medido es entonces una contribución de ambos y puede ser escrita como: 
{\displaystyle S_{AB}=S_{B}-S_{A}={\Delta V_{B} \over \Delta T}-{\Delta V_{A} \over \Delta T}}
Los superconductores tienen un coeficiente de Seebeck igual a cero pues los portadores cargados no producen entropía. Esto permite una medición directa del coeficiente de Seebeck absoluto del material de interés, ya que este es también el coeficiente de Seebeck de todo el termopar. Además, una medida del coeficiente Thomson, {\displaystyle \mu }, de un material se puede relacionar con su coeficiente de Seebeck a través de: 
{\displaystyle S=\int {\mu  \over T}dT}
El coeficiente de Seebeck es un parámetro importante del material que determina la eficiencia de la termoelectricidad de un material. Un mayor voltaje termoeléctrico inducido para un gradiente de temperatura dado conllevará a una mayor eficiencia. Lo ideal es desear valores de coeficientes de Seebeck muy grandes ya que solo se necesita una cantidad pequeña de calor para crear un voltaje grande. Este voltaje se puede usar para producir potencia.

### Difusión de portadores de carga
Los portadores de carga en los materiales (electrones en metales, electrones y huecos en los semiconductores, iones en los conductores iónicos) se difundirán cuando un extremo de un conductor está a una temperatura diferente del otro. Portadores calientes se difundirán desde el extremo caliente al extremo frío, pues hay menor densidad de portadores calientes en el extremo frío del conductor. Portadores fríos se difundirán desde el extremo frío al extremo caliente por la misma razón.
Si el conductor dejara alcanzar el equilibrio termodinámico, este proceso resultaría en la distribución uniforme de calor a través del conductor (ver transferencia de calor). El movimiento de calor (en la forma de portadores cargados) de un extremo al otro se llama corriente de calor. Así como portadores de carga moviéndose, es también una corriente eléctrica.
En un sistema donde ambos extremos se mantienen a diferencia constante de temperatura (una corriente constante de calor de un extremo a otro), es una difusión constante de portadores. Si la razón de difusión de portadores calientes y fríos en direcciones opuestas es igual, allí no sería un cambio neto en la carga. Pero, la difusión de carga se dispersa con impurezas, imperfecciones, y vibraciones de la red cristalina (fonones). Si la dispersión depende de la energía, los portadores calientes y fríos se difundirán a razones diferentes. Esto crea una densidad mayor de portadores a un extremo del material, y la distancia entre las cargas positivas y negativas produce una diferencia de potencial; un voltaje electrostático.
Este campo eléctrico, sin embargo, se opone a la dispersión desigual de portadores, y se alcanza un equilibrio donde el número neto de portadores difundidos es cancelado por el número neto de portadores moviéndose en dirección opuesta desde el campo electrostático. Esto indica que el coeficiente de Seebeck de un material depende grandemente de las impurezas, imperfecciones, y cambios estructurales (el cual frecuentemente varía entre ellos mismos con la temperatura y el campo eléctrico), y el valor del coeficiente de Seebeck de un material es la colección de muchos efectos diferentes.
Al principio los termopares eran metálicos, pero más recientemente dispositivos termoeléctricos se desarrollan de elementos semiconductores alternados tipo-p y tipo-n conectados por interconectores metálicos como se dibuja en la figura de abajo. Las uniones de los semiconductores son comunes especialmente en dispositivos de generación de potencia, mientras que las uniones metálicas son más comunes en medidas de temperatura. La carga fluye a través del elemento tipo-n, cruza una interconexión metálica, y pasa al elemento tipo-p. Si se suministra una fuente de potencia, el dispositivo termoeléctrico puede actuar como un enfriador, como en la figura izquierda de abajo. Esto es el efecto Peltier, descrito en la próxima sección. Los electrones en el elemento tipo-n se moverán a la dirección opuesta de la corriente y los huecos en el elemento tipo-p se moverán en la dirección de la corriente, ambos removiendo calor de un lado del dispositivo. Si se suministra una fuente de calor, el dispositivo termoeléctrico puede funcionar como un generador de potencia, como en la figura derecha de abajo. La fuente de calor conducirá electrones en el elemento tipo-n hacia la región más fría, así se crea una corriente a través del circuito. Los huecos en el elemento tipo-p fluirán entonces en la dirección de la corriente. La corriente se puede usar para impulsar una carga, así se convierte la energía térmica en energía eléctrica. 

### Arrastre de fonones
Los fonones no están siempre en equilibrio térmico local; se mueven contra el gradiente térmico. Pierden momento por la interacción con electrones (u otros portadores) e imperfecciones en el cristal. Si la interacción fonón-electrón predomina, los fonones tenderán a empujar los electrones a uno de los extremos del material, perdiendo momento en el proceso. Esto aporta al campo eléctrico ya presente. Este aporte es el más importante en la región de temperatura donde predomina la dispersión fonón-electrón. Esto pasa por:
{\displaystyle T\approx {1 \over 5}\theta _{\mathrm {D} }}
donde: {\displaystyle \theta }D es la temperatura de Debye. A menores temperaturas hay menos fonones disponibles para arrastrar, y a mayores temperaturas tienden a perder momento en dispersiones fonón-fonón en vez de dispersiones fonón-electrón.
Esta región del coeficiente de Seebeck contra la función de temperatura es altamente variable bajo un campo magnético.

### Efecto Seebeck de espín y baterías magnéticas
Físicos han descubierto recientemente que calentar un lado de una barra de níquel-hierro magnetizada permite a electrones reacomodarse según sus espines. Esto así llamado “efecto Seebeck de espín” podría dar lugar a baterías que generen corrientes magnéticas, en vez de corriente eléctrica. Una fuente de corriente magnética podría ser útil especialmente para el desarrollo de dispositivos espintrónicos, el cual usa corrientes magnéticas a fin de reducir el recalentamiento en chips de computador, pues, a diferencia de las corrientes eléctricas, las corrientes magnéticas no generan calor.

## Efecto Peltier

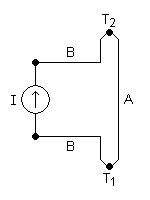
Circuito que muestra el efecto Peltier

El efecto Peltier es una propiedad termoeléctrica descubierta en 1834 por Jean Peltier, trece años después del descubrimiento del mismo fenómeno, de forma independiente, por Thomas Johann Seebeck. El efecto Peltier hace referencia a la creación de una diferencia de temperatura debida a un voltaje eléctrico. Sucede cuando una corriente se hace pasar por dos metales o semiconductores conectados por dos “junturas de Peltier”. La corriente propicia una transferencia de calor de una juntura a la otra: una se enfría en tanto que otra se calienta.
Una manera para entender cómo es que este efecto enfría una juntura es notar que cuando los electrones fluyen de una región de alta densidad a una de baja densidad, se expanden (de la manera en que lo hace un gas ideal) y se enfría la región.
Cuando una corriente se hace pasar por el circuito, el calor se genera en la juntura superior (T2) y es absorbido en la juntura inferior (T1). A y B indican los materiales.

### Descripción
Este efecto realiza la acción inversa al efecto Seebeck. Consiste en la creación de una diferencia térmica a partir de una diferencia de potencial eléctrico. Ocurre cuando una corriente pasa a través de dos metales diferentes o semiconductores (tipo-n y tipo-p) que están conectados entre sí en dos soldaduras (uniones Peltier). La corriente produce una transferencia de calor desde una unión, que se enfría, hasta la otra, que se calienta. El efecto es utilizado para la refrigeración termoeléctrica.
Este efecto lleva el nombre de Jean Peltier (físico francés) quien lo descubrió en 1834, el efecto calórico de una corriente en la unión de dos metales diferentes. Cuando una corriente I se hace fluir a través del circuito, se produce calor en la unión superior (at T2)), y absorbido por la unión inferior (at T1)). El calor Peltier absorbido por la unión inferior por unidad de tiempo, {\displaystyle {\dot {Q}}} es igual a:
{\displaystyle {\dot {Q}}=\Pi _{\mathrm {AB} }I=\left(\Pi _{\mathrm {B} }-\Pi _{\mathrm {A} }\right)I}
donde: {\displaystyle \Pi } es el coeficiente Peltier {\displaystyle \Pi }AB de todo el termopar, y {\displaystyle \Pi }A y {\displaystyle \Pi }B son los coeficientes de cada material. El silicio tipo-P normalmente tiene un coeficiente Peltier positivo (pero no mayor ~550K), y silicio tipo-n es normalmente negativo como sugiere su nombre.
Los coeficientes Peltier representan cuanta corriente de calor se lleva por unidad de carga a través de un material dado. Como la corriente de carga debe ser continua por una unión, el flujo de calor asociado producirá discontinuidad si {\displaystyle \Pi }A y {\displaystyle \Pi }B son diferentes. Esto provoca una divergencia no cero en la unión y así el calor debe acumularse o agotarse allí, según el signo de la corriente. Otra forma de entender como este efecto puede enfriar una unión es notar que cuando electrones fluyen de una región de alta densidad a una región de baja densidad, ellos se expanden (como con un gas ideal) y enfrían.
Los conductores están tratando de retornar al equilibrio de electrones que había antes de aplicarse la corriente absorbiendo energía a un conector y liberándole al otro. Los pares individuales pueden conectarse en serie para mejorar el efecto.
Una consecuencia interesante de este efecto es que la dirección de transferencia de calor es controlada por la polaridad de la corriente; invertir la polaridad cambiará la dirección de transferencia y así el signo del calor absorbido/producido.
Un enfriador/calentador Peltier o bomba de calor termoeléctrica es una bomba de calor activa de estado sólido que transfiere calor de un lado del dispositivo al otro. El enfriamiento Peltier es llamado enfriamiento termoeléctrico.

## Efecto Thomson
El efecto Thomson fue predicho y luego observado experimentalmente por William Thomson (Lord Kelvin) en 1851. Describe el calentamiento o enfriamiento de un conductor portador de corriente con un gradiente de temperatura.
Algún conductor portador de corriente (excepto para superconductor), con una diferencia de temperatura en dos puntos, o bien absorberá o emitirá calor, según el material.
Si una densidad de corriente J pasa por un conductor homogéneo, la producción de calor por volumen es: 
{\displaystyle q=\rho J^{2}-\mu J{\frac {dT}{dx}}\,\!} (las unidades de la ecuación no son consistentes)
donde: {\displaystyle \rho } es la resistividad del material, dT/dx es el gradiente de temperatura a lo largo del alambre, {\displaystyle \mu } es el coeficiente Thomson.
El primer término {\displaystyle \rho } J2 representa el efecto Joule, que no es reversible.
El segundo término es el calor de Thomson, que cambia de signo cuando J cambia de dirección.
En metales como zinc y cobre, que tienen un extremo caliente a mayor potencial y un extremo frío a menor potencial, cuando la corriente se mueve de un extremo caliente al extremo frío, se mueve de un alto a un bajo potencial, hay una producción de calor. Que se llama efecto Thomson positivo.
En metales como cobalto, níquel y hierro, que tienen un extremo frío a mayor potencial y un extremo caliente a menor potencial, cuando la corriente se mueve de un bajo a un alto potencial, hay una absorción de calor. Que se llama efecto Thomson negativo.
El coeficiente Thomson es único entre los tres coeficientes principales termoeléctricos pues es el único coeficiente termoeléctrico directamente medible para materiales individuales. Los coeficientes Peltier y Seebeck solo pueden hallarse por pares de materiales. Así, no hay método directo experimental para hallar un coeficiente Seebeck absoluto o coeficiente Peltier absoluto para un material individual.
Sin embargo, como se dijo en otra parte de este artículo hay dos ecuaciones, las relaciones de Thomson, conocidas como las relaciones de Kelvin (ver abajo), relacionando los tres coeficientes termoeléctricos. Por lo tanto, solo uno puede considerarse único.
Si el coeficiente Thomson de un material se mide sobre un amplio rango de temperatura, incluyendo temperaturas cercanas a cero, entonces puede integrarse el coeficiente Thomson en el rango de temperatura usando las relaciones de Kelvin para hallar los valores absolutos (ejemplo simple material) de los coeficientes Peltier y de Seebeck. En principio, esto solo necesita hacerse para un material, ya que los otros valores pueden hallarse midiendo pares de coeficientes Seebeck en termopares conteniendo el material de referencia y agregar luego el coeficiente de Seebeck absoluto del material de referencia.
Es común afirmar que el plomo tiene un coeficiente Thomson cero, Si bien es cierto que los coeficientes termoeléctricos del plomo son bajos, en general no son cero. El coeficiente Thomson del plomo ha sido medido en un amplio rango de temperatura y ha sido integrado para calcular el coeficiente de Seebeck absoluto del plomo en función de la temperatura.
Diferente al plomo, los coeficientes termoeléctricos de todos los superconductores conocidos son cero.

## Las relaciones de Thomson
El efecto Seebeck realmente es una mezcla de los efectos Peltier y Thomson. De hecho, en 1854 Thomson halló las dos relaciones, ahora llamadas relaciones de Thomson o Kelvin, entre los coeficientes correspondientes. La temperatura absoluta T, el coeficiente {\displaystyle \Pi } de Peltier y el coeficiente Seebeck S se relacionan por la primera relación de Thomson
{\displaystyle \Pi =S\cdot T}
que predijo el efecto Thomson antes de que fuera realmente formalizado. Estos se relacionan al coeficiente Thomson {\displaystyle \mu } por la segunda relación de Thomson
{\displaystyle \mu =TdS/dT.\,}
El tratamiento teórico de Thomson de la termoelectricidad es notable por el hecho de que es quizá el primer intento por crear una teoría sensata de termodinámica irreversible (termodinámica del no equilibrio). Esto pasó en el momento en que Clausius, Thomson, y otros estaban introduciendo y afinando el concepto de entropía.

## Factor de mérito
El factor de mérito para dispositivos termoeléctricos se define como:
{\displaystyle Z={\sigma S^{2} \over \kappa }},
donde {\displaystyle \sigma } es la conductividad eléctrica, {\displaystyle \kappa } es la conductividad térmica, y S es el coeficiente Seebeck (por convención en {\displaystyle \mu }V/K). Es más común expresarlo como el factor de mérito adimensional ZT multiplicándolo por la temperatura promedio ({\displaystyle (T_{2}+T_{1})/2}). Mayores valores de ZT indican mayor eficiencia termodinámica, según ciertas disposiciones, en particular el requisito de que los dos materiales del par tengan valores Z similares. ZT es por lo tanto un parámetro muy conveniente para comparar la eficiencia del potencial de dispositivos usando materiales diferentes. Valores de ZT=1 se consideran buenos, y valores de al menos en el rango de 3-4 se consideran esenciales para que la termoelectricidad compita con la generación mecánica y refrigeración en eficiencia. Hasta ahora, los mejores valores ZT reportados están en el rango de 2-3. Mucha de la investigación en materiales termoeléctricos se enfoca en aumentar el coeficiente Seebeck y reducir la conductividad térmica, especialmente manipulando la nanoestructura de los materiales.

## Eficiencia de dispositivos
La eficiencia de un dispositivo termoeléctrico para generar electricidad se da por {\displaystyle \eta }, definida como
{\displaystyle \eta ={{\text{energía suministrada a la carga}} \over {\text{energía térmica absorbida en la junta caliente}}}} , y
{\displaystyle \eta _{\max }={T_{H}-T_{C} \over T_{H}}{{\sqrt {1+Z{\bar {T}}}}-1 \over {\sqrt {1+Z{\bar {T}}}}+{T_{C} \over T_{H}}}}
donde TH es la temperatura de la unión caliente y TC es la temperatura de la superficie que se enfría. ZT es la figura de mérito adimensional modificada que ahora considera la capacidad termoeléctrica de ambos materiales termoeléctricos usados en dispositivos para generar potencia, y definida como
{\displaystyle Z{\bar {T}}={(S_{p}-S_{n})^{2}{\bar {T}} \over [(\rho _{n}\kappa _{n})^{1/2}+(\rho _{p}\kappa _{p})^{1/2}]^{2}}}
donde {\displaystyle \rho } es la resistividad eléctrica,{\displaystyle {\bar {T}}} es la temperatura promedio entre las superficies caliente y fría, y los subíndices n y p, indican propiedades relacionadas con los materiales termoeléctricos semiconductores tipo n y p, respectivamente. Es importante notar que la eficiencia de un dispositivo termoeléctrico se limita por la eficiencia de Carnot (por ello los términos TH and TC en {\displaystyle \eta }max), pues los dispositivos termoeléctricos son máquinas de calor inherentemente.
El COP - Coefficient Of Performance (en inglés Coeficiente De Rendimiento) de sistemas actuales es pequeño, variando de 0.3 a 0.6.

## Usos
Las compañías de automóviles alemanas Volkswagen y BMW han desarrollado generadores termoeléctricos (GTE) que recuperan el gasto de calor de una máquina de combustión.
Según un informe del Profesor Rowe de la Universidad de Gales en la Sociedad Termoeléctrica Internacional, Volkswagen afirma obtener 600 W de salida del GTE en condiciones de conducción en autopista. La electricidad producida por el GTE es cerca del 30% de la electricidad requerida por el automóvil, obteniendo una carga mecánica reducida (aligerando el trabajo del alternador) y una reducción en el consumo de combustible de más del 5%.
BMW y DLR (Centro aeroespacial alemán) han desarrollado también un generador termoeléctrico impulsado por el tubo de escape que alcanza un máximo de 200 W y se ha usado con éxito a lo largo de 12.000 km en carretera.
Sondas espaciales en el exterior del sistema solar hacen uso del efecto en generadores termoeléctricos radioisotópicos para producir electricidad.
Los termopares (o termocuplas) se utilizan mucho en la industria como sensores para medir temperaturas, dada su gran linealidad. Los tipos de termopares varían según el rango de temperaturas a medir, siendo las principales:
- Tipo K – cromel y alumel. Traduce temperaturas entre –200 y +1372 °C
- Tipo J – hierro y constantán. Rango de temperatura entre –270 y +1200 °C
- Tipo T – cobre y constantán. Rango de temperatura entre -200 y 260 °C

También está generalizado su uso como dispositivo de seguridad en calefactores a gas, en los que se dispone una pequeña "llama piloto" que calienta la termocupla y activa un circuito electromagnético que habilita el paso de gas. Si por cualquier causa se interrumpe momentáneamente el suministro de gas, la llama piloto se apaga y el circuito electromagnético citado impide que el gas vuelva a fluir, evitando riesgo de explosión. 
Un refrigerador Peltier es una bomba térmica activa que transfiere calor desde una parte del dispositivo hacia la otra. Los sistemas de enfriamiento de las cámaras CCD funcionan con base en el efecto Peltier. Así como en el termociclador usado en Biología Molecular para realizar la PCR.